# Ландо (повозка)

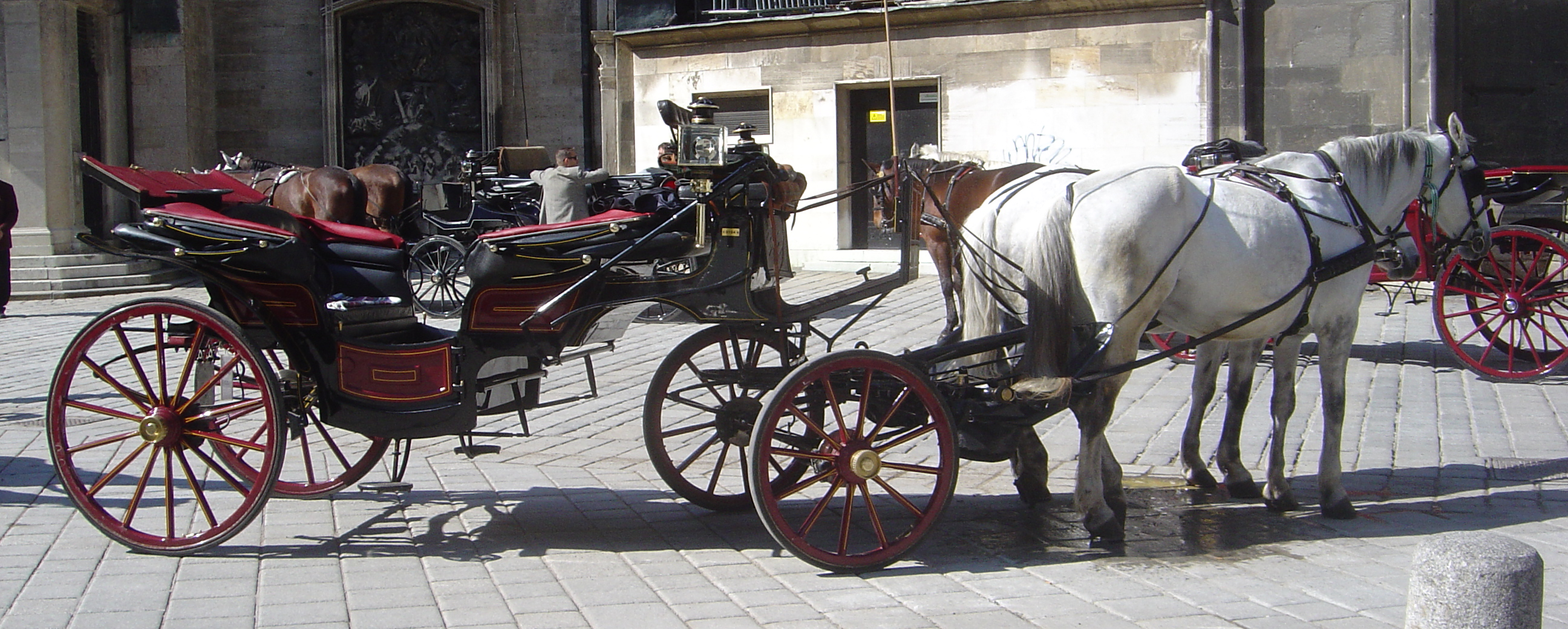
Ландо в современной Вене

Ландо́ (через фр. landau от нем. Landau(er)) — лёгкая четырёхместная повозка со складывающейся вперёд и назад крышей. Название образовалось от названия города Ландау в Германии, где повозки этого типа были изобретены в XVIII веке.

## Использование

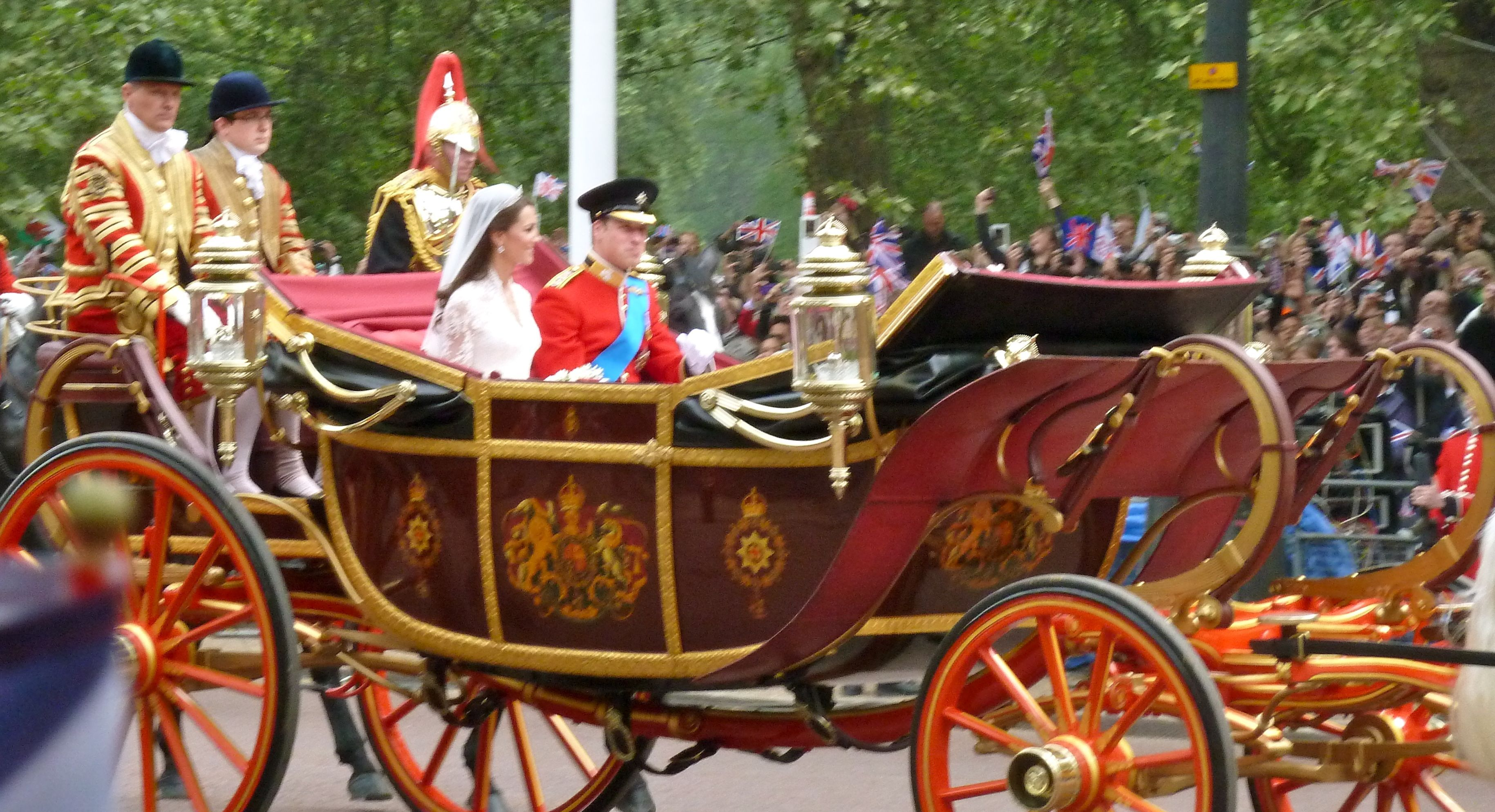
Ландо на свадьбе принца Уильяма

Комфортабельные ландо на рессорах и иногда пневматических шинах всегда считались роскошными, «дамскими», экипажами. До сих пор используются как фиакры и в парадных случаях.

## Конструкция

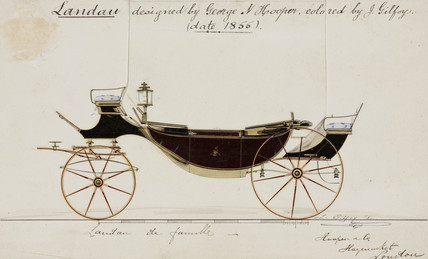
Ландо с открытой крышей

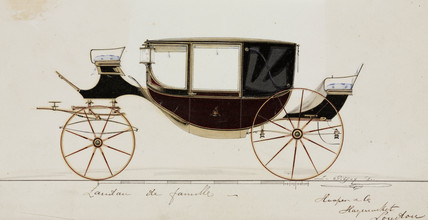
Ландо с закрытой крышей

Пассажирские сиденья расположены в два ряда лицом друг к другу.
Конструкция ландо не позволяла пассажирам управлять лошадью и потому требовался возница.
Использовались как мягкие поворотные крыши, так и жёсткие съёмные элементы.

## Ландолет
Ландолетом называлось облегчённое ландо со складным тентом только над задним сиденьем.